# Jacek Cichoń
Jacek Cichoń (ur. 3 września 1953 w Nowej Soli) – polski matematyk i informatyk, badacz teorii mnogości, teorii miary, topologii i teorii funkcji rzeczywistych, profesor zwyczajny Uniwersytetu Wrocławskiego, obecnie profesor Politechniki Wrocławskiej na Wydziale Informatyki i Telekomunikacji.

## Życiorys
Szkołę podstawową i średnią ukończył w Zielonej Górze. W latach 1972–1976 studiował na Wydziale Matematyki, Fizyki i Chemii Uniwersytetu Wrocławskiego. W roku 1976 uzyskał tytuł magistra matematyki. Pracę doktorską obronił 1 grudnia 1980 roku przedstawiając „Rozwiązania problemów M. Bendy, H.J. Keislera, E. Grzegorczyka, A. Szymańskiego oraz B. Węglorza”. Stopień doktora habilitowanego, w zakresie teorii mnogości, uzyskał 21 lutego 1990 za rozprawę „O dwu-kardynalnych własnościach ideałów”. W rozprawie tej podał uogólnienia współczynników kardynalnych ideałów. Na przykład dla ideału {\displaystyle I} na przestrzeni {\displaystyle X} oraz liczb kardynalnych {\displaystyle \kappa ,\lambda ,} badał pojęcie zbiorów (κ,λ)-Łuzina, czyli takich zbiorów {\displaystyle A\subseteq X} mocy {\displaystyle \kappa ,} że {\displaystyle |A\cap B|<\lambda } dla każdego {\displaystyle B\in I.}
Pracownik Instytutu Matematycznego Uniwersytetu Wrocławskiego w latach 1976–2001; profesor nadzwyczajny Uniwersytetu Wrocławskiego od 1993 roku; w roku 2001 zrezygnował ze stanowiska profesora nadzwyczajnego. Od listopada 2001 pracownik Instytutu Matematyki i Informatyki Politechniki Wrocławskiej. Od sierpnia 2003 profesor, od grudnia 2006 – profesor zwyczajny Politechniki Wrocławskiej.
Główny projektant Systemu Gospodarki Mostowej; system jest wdrożony w około 200 jednostkach administracji państwowej.

## Dorobek naukowy
Uhonorowaniem pierwszych badań nad szeregiem funkcji kardynalnych jest, nazwany od nazwiska profesora, diagram Cichonia.
Na dorobek naukowy składa się 40 publikacji oraz 3 książki:
- J. Cichoń, A. Kharazishvili i B. Węglorz: Subsets of the Real Line, Wydawnictwo Uniwersytetu Łódzkiego, 1995, ISBN 83-7016-834-5.
- J. Cichoń: Wykłady ze Wstępu do Matematyki, Dolnośląskie Wydawnictwo Edukacyjne, 2003, ISBN 83-7125-111-4.
- J. Cichoń, M. Gogolewski i M. Kutyłowski: Logika dla informatyków, Wydawnictwo Wyższej Szkoły Komunikacji i Zarządzania, 2006, ISBN 83-88018-30-2.

## Działalność dydaktyczna
Prowadził szereg wykładów z analizy matematycznej, algebry, badań operacyjnych, baz danych, logiki, sztucznej inteligencji i wstępu do matematyki. Obecnie na Politechnice Wrocławskiej prowadzi wykłady ze wstępu do informatyki, matematyki dyskretnej, analizy matematycznej, logiki algorytmicznej, logiki i struktur formalnych, baz danych, grafiki komputerowej, automatycznej weryfikacji, algorytmów rozproszonych oraz kombinatoryki.

## Działalność organizacyjna
W latach 1991–1993 prezes Wrocławskiego Oddziału Polskiego Towarzystwa Matematycznego i zastępca dyrektora Instytutu Matematycznego Uniwersytetu Wrocławskiego do spraw naukowych. Organizator dwóch konferencji poświęconych teorii mnogości o zasięgu krajowym oraz jednej o zasięgu międzynarodowym.
Od 2006 roku kierownik grantu badawczego Komitetu Badań Naukowych nr. 3 T11C 054 30 pt. Problemy optymalizacji dyskretnej z nieprecyzyjnie określonymi parametrami.